# John Lax
John Charles „Johnny” Lax (Arlington, Massachusetts, 1911. július 23. – Cambridge, Massachusetts, 2001. július 14.) olimpiai bronzérmes amerikai          jégkorongozó, második világháborús katona, tanár.
A Bostoni Egyetemre járt és ott jégkorongozott valamint amerikaifutball-játékos is volt. Tanári diplomát szerzett.
Az 1936. évi téli olimpiai játékokon, a jégkorongtornán, Garmisch-Partenkirchenban játszott az amerikai válogatottban. Az első fordulóban csak a második helyen jutottak tovább a csoportból, mert az olasz csapat legyőzte őket hosszabbításban. A németeket 1–0-ra, a svájciakat 3–0-ra verték. A középdöntőből már sokkal simábban jutottak tovább. Három győzelem és csak a svédek tudtak ütni nekik 1 gólt. A négyes döntőben viszont kikaptak Kanadától 1–0-ra és 0–0-t játszottak a britekkel, valamint megverték a csehszlovákokat 2–0-ra és így csak bronzérmesek lettek. 3 mérkőzésen játszott és nem ütött gólt.
Harcolt a második világháborúban az amerikai légierőben. A háború után középiskolai tanár lett.